# Luis Alberto Suárez Díaz
|  | Per a altres significats, vegeu «Luis Suárez». |

Luis Alberto Suárez Díaz (Salto, 24 de gener de 1987), més conegut com a Luis Suárez, és un futbolista professional uruguaià que juga com a davanter a l'Inter Miami de la Major League Soccer i la selecció de futbol de l'Uruguai. En tota la seva carrera professional (entre clubs i selecció) ha fet més de 500 gols en més de 850 partits, una mitjana aproximada de 0,60 gols per partit.

## Carrera

### Primers anys
Luis Suárez fou contractat per l'equip juvenil del Nacional de Montevideo el 1998, rebutjant ofertes d'altres equips que es van interessar en els seus serveis malgrat la seva curta edat. Va debutar al Nacional el 3 de maig de 2005, contra el Júnior de Barranquilla per la Copa Libertadores de América. A partir d'allà, es va anar guanyant un lloc entre els titulars, i va marcar el seu primer gol oficial el 10 de setembre del 2005.
Gairebé un any després del seu debut, es va guanyar un lloc com a titular indiscutit, amb grans actuacions incloent bons partits en la Copa Libertadores de América. Al final de la temporada 2005-06, Suárez va aconseguir el seu primer títol professional, guanyant el Campionat Uruguaià amb el Nacional. Encara que no va resultar golejador de l'equip, va marcar un gol en cadascuna de les finals del Campionat contra el Rocha FC, i un gol en el clàssic del Torneig Clausura.
Després de les seves bones participacions en el club uruguaià, Luis Suárez va ser traspassat al club FC Groningen dels Països Baixos per un milió de dòlars. En aquest club, Suárez va marcar 11 gols en 33 partits, un d'ells per la Lliga Europa de la UEFA. Però al principi de la temporada 2007/2008, l'Ajax Amsterdam s'hi va fixar, i, després d'una llarga negociació, es va assegurar els serveis de l'uruguaià per 7,5 milions d'euros.
A l'Ajax va esdevenir un dels indiscutibles en l'atac, i va marcar una xifra considerable de gols, especialment en el campionat local.

### Liverpool FC
Durant el mercat d'hivern de la temporada 2010/11 es va fer oficial el seu traspàs al Liverpool FC, per una quantitat pròxima als 26,5 milions d'euros.
El 2014 fou escollit millor davanter d'Europa, segons un estudi de l'observatori del Centre Internacional d'Estudis de l'Esport.

### FC Barcelona
El juliol de 2014 es va fer oficial el seu traspàs al Barça per quatre temporades, per un preu d'uns 80 milions d'euros. El fitxatge fou un dels més cars de la història del FC Barcelona. El davanter compartia en aquell moment la Bota d'Or europea amb Cristiano Ronaldo gràcies als 31 gols que va marcar a la Premier League anglesa la passada temporada, i que li van valdre també la distinció de millor jugador de la competició.
El 6 de juny de 2015 formà part de l'equip titular del Barça que va guanyar la final de la Lliga de Campions 2015, a l'Estadi Olímpic de Berlín per 1 a 3, contra la Juventus de Torí, en un partit en què va marcar el segon gol del seu equip.
L'11 d'agost de 2015 va jugar com a titular, i va marcar un gol, al partit de la Supercopa d'Europa 2015, a Tbilissi, en què el Barça va guanyar el Sevilla CF per 5 a 4.
El 20 de desembre va guanyar el Campionat Mundial de Clubs amb el Futbol Club Barcelona. Va ser el primer jugador que va fer un hat trick en aquesta competició, va acabar com a màxim golejador del torneig i també va guanyar el trofeu al millor jugador.
L'abril de 2016, després d'haver marcat quatre gols en un partit de lliga contra l'Sporting de Gijón, Suárez va arribar a la xifra de 53 gols en la temporada, i va esdevenir així el segon jugador en la història del Barça en superar els 50 gols en una sola temporada, després de Lionel Messi.
En el darrer partit de la temporada 2015-16 Suárez va marcar un hat-trick que va permetre el FC Barcelona guanyar la lliga per segona temporada consecutiva després de vèncer el Granada CF per 3–0. Suárez va acabar com a màxim golejador de la competició, amb 40 gols, catorze dels quals els últims cinc partits, essent així el primer jugador diferent de Lionel Messi i Cristiano Ronaldo en fer-ho des de la temporada 2008–09.
El setembre de 2017 Luis Suárez va complir en el partit contra el Girona CF 100 partits de Lliga amb el FC Barcelona; en aquest partit Suárez marcà el tercer gol del seu equip, amb el qual arribava a un total de 87 en lliga.
El 27 de setembre va debutar amb el seu nou club, amb dos gols i una assistència a Marcos Llorente en una victòria per 6–1 contra el Granada CF.

### Atlético de Madrid
El 23 de setembre de 2020, després de fallar en el darrer moment un intent de fitxatge per la Juventus FC, amb acusacions d'haver fet trampes en les proves per obtenir la ciutadania italiana, Suárez va signar contracte per dos anys amb l'Atlètic de Madrid.

## Estadístiques

### Clubs
Dades actualitzadess a l'últim partit disputat el 14 d'agost de 2020.
| Part. | Gols          | Assist.       | Part. | Gols | Assist. | Part. | Gols | Assist. | Part. | Gols | Assist. |     |     |     |      |
| Nacional Uruguai | 1a            | 2005          | -     | -    | -       | -     | -    | -       | 1     | -    | -       | 1   | 0   | 0   | 0    |
| Nacional Uruguai | 1a            | 2005-06       | 27    | 10   | 4       | 4     | 2    | -       | 3     | -    | -       | 34  | 12  | 4   | 0.35 |
| Nacional Uruguai | Total club    | Total club    | 27    | 10   | 4       | 4     | 2    | 0       | 4     | 0    | 0       | 35  | 12  | 4   | 0.34 |
| F.C. Groningen Països Baixos | 1a            | 2006-07       | 29    | 10   | 4       | 6     | 4    | 1       | 2     | 1    | -       | 37  | 15  | 5   | 0.41 |
| F.C. Groningen Països Baixos | Total club    | Total club    | 29    | 10   | 6       | 6     | 4    | 1       | 2     | 1    | 0       | 37  | 15  | 7   | 0,41 |
| A.F.C. Ajax Països Baixos | 1a            | 2007-08       | 33    | 17   | 14      | 7     | 4    | -       | 4     | 1    | -       | 44  | 22  | 14  | 0.50 |
| A.F.C. Ajax Països Baixos | 1a            | 2008-09       | 31    | 22   | 14      | 2     | 1    | 1       | 10    | 5    | 3       | 43  | 28  | 18  | 0.65 |
| A.F.C. Ajax Països Baixos | 1a            | 2009-10       | 33    | 35   | 17      | 6     | 8    | 2       | 9     | 8    | 4       | 48  | 51  | 23  | 1.06 |
| A.F.C. Ajax Països Baixos | 1a            | 2010-11       | 13    | 7    | 7       | 2     | 1    | -       | 9     | 10   | 4       | 24  | 18  | 11  | 0.75 |
| A.F.C. Ajax Països Baixos | Total club    | Total club    | 110   | 81   | 52      | 17    | 14   | 3       | 32    | 24   | 11      | 159 | 111 | 66  | 0.70 |
| Liverpool FC Anglaterra | 1a            | 2010-11       | 13    | 4    | 6       | -     | -    | -       | -     | -    | -       | 13  | 9   | 6   | 0.69 |
| Liverpool FC Anglaterra | 1a            | 2011-12       | 31    | 11   | 10      | 8     | 6    | 4       | -     | -    | -       | 39  | 33  | 14  | 0.85 |
| Liverpool FC Anglaterra | 1a            | 2012-13       | 33    | 23   | 13      | 3     | 3    | -       | 8     | 8    | 2       | 44  | 41  | 15  | 0.93 |
| Liverpool FC Anglaterra | 1a            | 2013-14       | 33    | 31   | 12      | 4     | -    | 1       | -     | -    | -       | 37  | 31  | 14  | 0.83 |
| Liverpool FC Anglaterra | Total club    | Total club    | 110   | 69   | 44      | 15    | 15   | 6       | 8     | 8    | 2       | 133 | 82  | 52  | 0.62 |
| FC Barcelona Catalunya | 1a            | 2014-15       | 27    | 16   | 14      | 6     | 2    | 4       | 10    | 7    | 3       | 43  | 25  | 21  | 0.58 |
| FC Barcelona Catalunya | 1a            | 2015-16       | 35    | 40   | 16      | 6     | 5    | 2       | 12    | 14   | 4       | 53  | 59  | 22  | 1.11 |
| FC Barcelona Catalunya | 1a            | 2016-17       | 35    | 29   | 13      | 7     | 5    | 1       | 9     | 5    | 2       | 51  | 42  | 16  | 0.82 |
| FC Barcelona Catalunya | 1a            | 2017-18       | 33    | 25   | 12      | 8     | 5    | 2       | 10    | 3    | 3       | 51  | 36  | 17  | 0.71 |
| FC Barcelona Catalunya | 1a            | 2018-19       | 33    | 21   | 6       | 6     | 3    | 1       | 10    | 3    | 3       | 49  | 33  | 10  | 0.67 |
| FC Barcelona Catalunya | 1a            | 2019-20       | 28    | 16   | 8       | 1     | -    | -       | 7     | 5    | 3       | 36  | 21  | 11  | 0.58 |
| FC Barcelona Catalunya | Total club    | Total club    | 191   | 147  | 69      | 34    | 20   | 10      | 58    | 37   | 18      | 283 | 198 | 97  | 0.70 |
| Atlètic de Madrid Espanya | 1a            | 2020-21       | -     | -    | -       | -     | -    | -       | -     | -    | -       | 0   | 0   | 0   | 0.00 |
| Atlètic de Madrid Espanya | Total club    | Total club    | 0     | 0    | 0       | 0     | 0    | 0       | 0     | 0    | 0       | 0   | 0   | 0   | 0.00 |
| Total carrera | Total carrera | Total carrera | 467   | 317  | 175     | 76    | 55   | 20      | 104   | 71   | 31      | 647 | 418 | 226 | 0.64 |
| (1) Inclou dades de la Copa Artigas (2006) / Play-Off (2007-08), Johan Cruijff-schaal (2010), KNVB Beker (2006-10) / EFL Cup, F. A. Cup (2011-14) / Copa del Rei, Supercopa (2014-Act.).(2) Inclou dades de la Copa Libertadores (2005-06) / Lliga Europa (2006-13); Supercopa d'Europa, Mundial de Clubes (2015); Liga de Campeones (2007-Act.).(3) No inclou gols en partits amistosos.0Fonts: UEFA Arxivat 2019-09-29 a Wayback Machine., BDFutbol, Transfermarkt, ESPN, SoccerWay |               |               |       |      |         |       |      |         |       |      |         |     |     |     |      |

## Selecció uruguaiana
Suárez va començar la seva participació amb la selecció nacional uruguaiana en el Mundial Sub20 del Canadà el 2007. Prèviament, havia estat convocat per jugar el Sud-Americà del Paraguai, calificatori per a aquest esdeveniment, però no va ser cedit pel seu club de llavors, l'FC Groningen.
En el Mundial Sub20 del Canadà 2007, l'equip de l'Uruguai va ocupar el 12è lloc, convertint 4 gols en 4 partits: 2 d'ells els va marcar Luis Suárez i els altres 2, Edinson Cavani.
És l'actual número 9 de la selecció absoluta de l'Uruguai. El 2013 es va convertir en el màxim golejador històric de la celeste i, des del 2016, és també el màxim golejador històric de la Classificació Sud-americana de la Copa del Món.
El 31 de maig de 2014 va entrar a la llista definitiva de seleccionats per disputar la Copa del Món de Futbol de 2014 al Brasil. Durant la primera fase del Mundial, Suárez va mossegar el defensa italià Giorgio Chiellini a l'espatlla durant una pugna entre tots dos, en l'última jornada del grup D que va enfrontar Itàlia i Uruguai a Natal. Com a conseqüència, la Comissió de Disciplina de la FIFA va decidir sancionar amb 9 partits amb la seva selecció el davanter uruguaià i inhabilitar-lo durant quatre mesos de qualsevol activitat relacionada amb el futbol, fins al punt de no poder entrar a un estadi, de manera que durant aquest temps no podrà jugar amb el seu club. A més, la sanció inclou una multa de 82.000 euros per al jugador.

## Palmarès

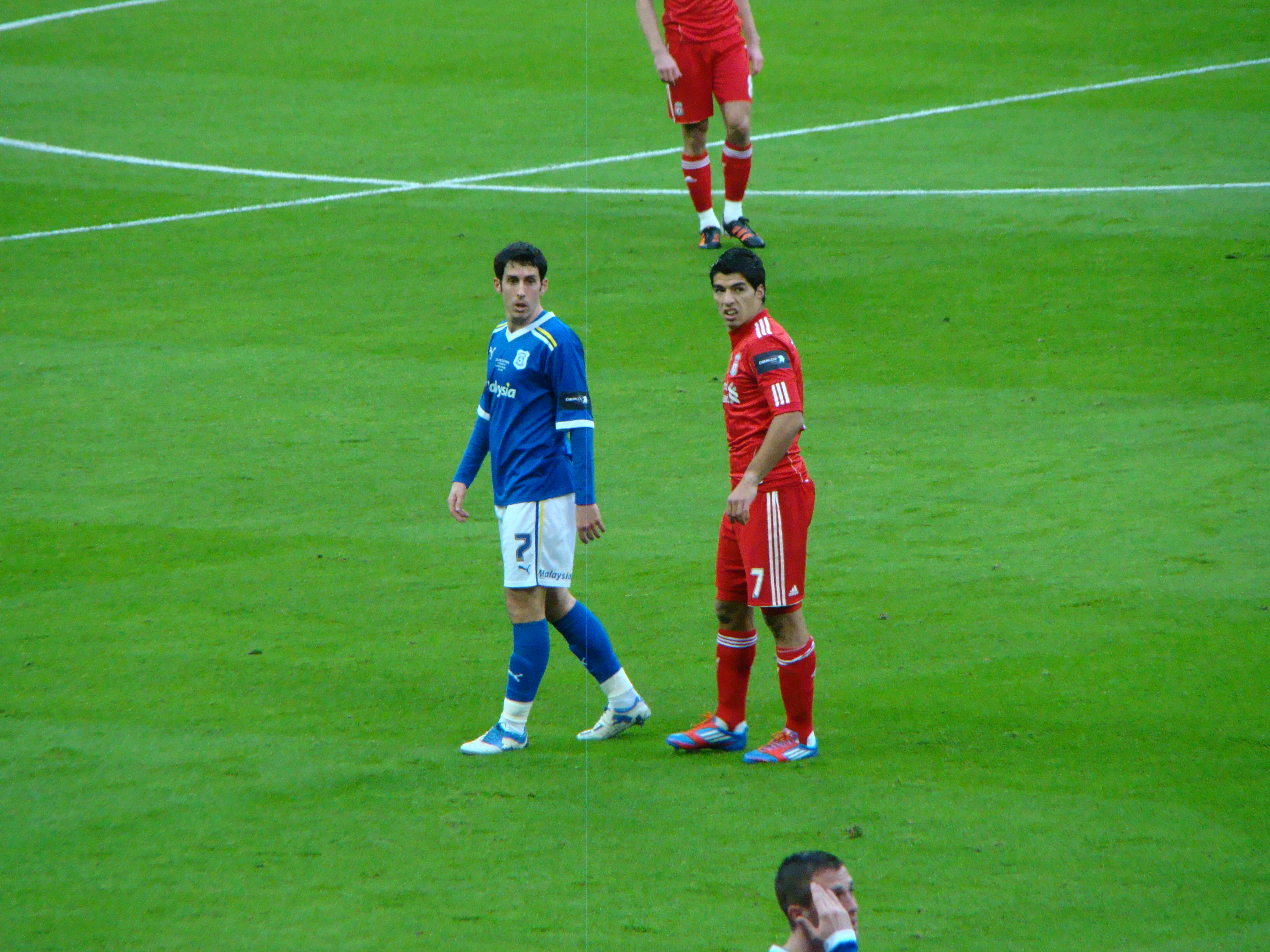
Suárez (dreta) a la final de la Copa de la lliga anglesa contra el Cardiff City FC, el seu únic trofeu amb el Liverpool.

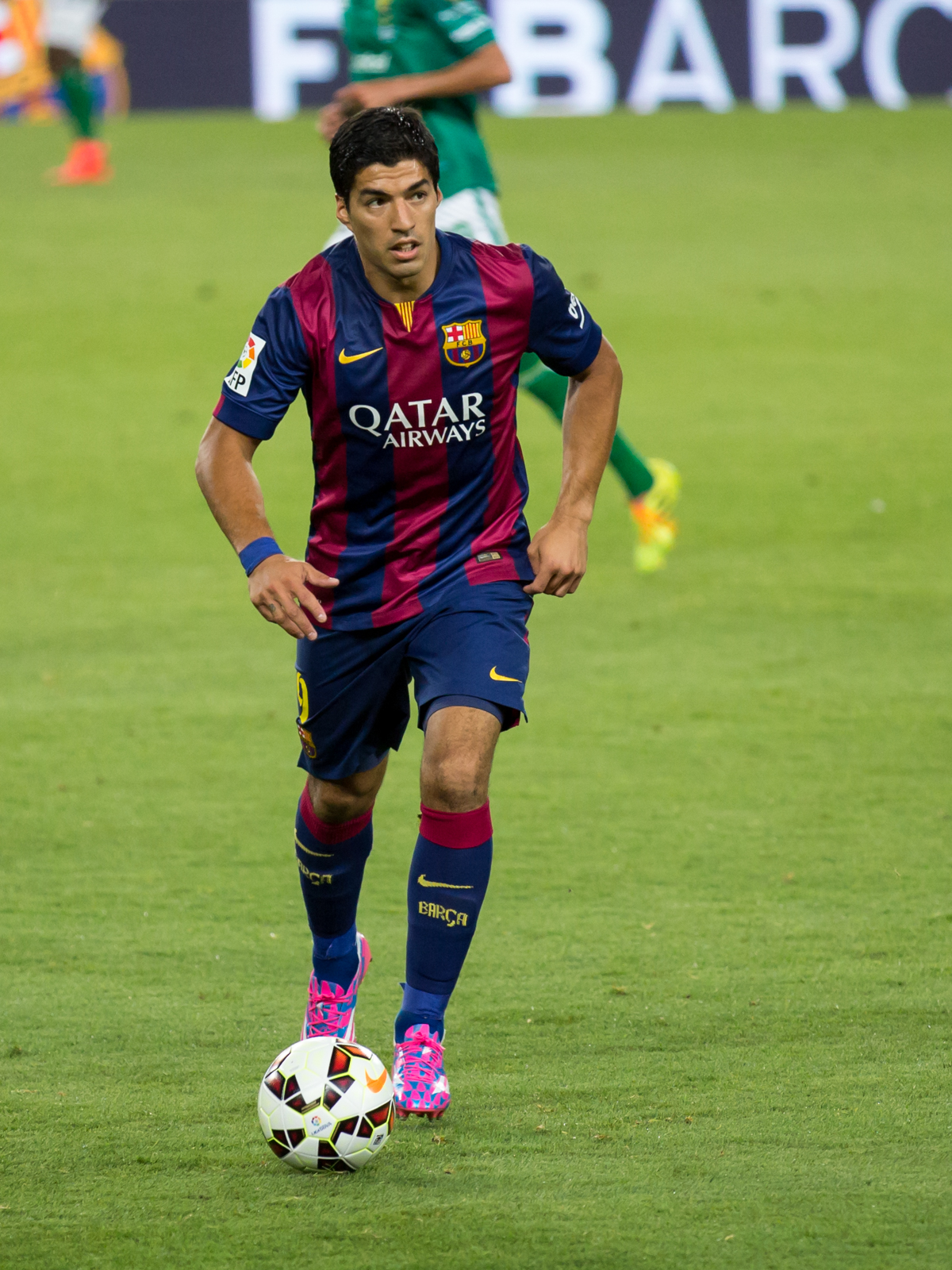
Durant un partit de lliga jugant de blaugrana contra el Club León el 2014.

### Club
Nacional
- Torneo clausura: 2005–06, 2022
- Torneo intermedio: 2005–06, 2022

Ajax
- Eredivisie: 2010–11[25]
- KNVB Cup: 2009–10
- Johan Cruijff Shield: 2007

Liverpool
- Football League Cup: 2011–12

FC Barcelona
- 1 Lliga de Campions: (2014-15)[26]
- 4 Lligues espanyoles: (2014-15,[27] 2015-16,[28] 2017-18[29] i 2018-19)
- 4 Copes del Rei: (2014-15[30] 2015-16[31] 2016-17[32] i 2017-18)[33]
- 1 Supercopa d'Europa: (2015)[10]
- 1 Campionat del Món de Clubs de futbol (2015)[34]
- 2 Supercopes d'Espanya: (2016[35] i 2018)[36]

Atlético de Madrid
- 1 Lliga espanyola: 2020-21

Grêmio FB
- 1 Recopa gaúcha: 2023
- 1 Campionat gaúcho: 2023

Inter de Miami
- 1 Supporters' Shield: 2024[37]

### Internacional
Uruguai
- Copa Amèrica: 2011[24]